# Триста спартанцев (фильм, 1962)
«300 спартанцев» (англ. The 300 Spartans) — пеплум 1962 года, рассказывающий о легендарном подвиге 300 спартанцев в битве при Фермопилах. Фильм снят в США режиссёром польского происхождения Рудольфом Мате, главные роли исполнили Ричард Эган, Ральф Ричардсон, Дайана Бэйкер. Съёмки проходили в Греции, в районе поселения Перахора на полуострове Пелопоннес. В батальных сценах участвовало около 5000 военнослужащих греческой армии.

## Сюжет
480 год до нашей эры. Персидский царь Ксеркс ведёт на Грецию огромную армию, собираясь отплатить за поражение своего отца. К нему приводят спартанского разведчика Агафона, но Ксеркс повелевает отпустить его, чтобы тот рассказал о том, что он увидел, на собрании греческих полисов в Коринфе. На этом совещании Фемистокл передаёт командование в руки царя Спарты Леонида. Однако спартанцы остаются отмечать свой праздник, и навстречу персам отправляется только Леонид с 300 своими телохранителями. Он изгоняет молодого Филона, поскольку его отца Грила Агафон встретил на выезде из лагеря персов (при этом сам Агафон говорит Филону в лицо, что встреча состоялась, когда его, Агафона, пытали персы). Филон вместе со своей невестой Эллой всё же спешит к Фермопилам, чтобы присоединиться к Леониду. В пути Элла заболевает, и они останавливаются у местных пастухов. Старый пастух рассказывает Филону, а затем и прибывшему Леониду, что через горы есть старая козья тропа, по которой варвары могут выйти грекам в тыл. Разговор старика с Филоном подслушивает Эфиальт, который живёт со стариками. К Леониду присоединяются 700 феспийцев. Леонид ожидает, что помощь феспийцев — это первая ласточка в объединении Греции.
Ксеркс отвергает предложение Гидарна послать конницу на захват Фермопил и ждёт, пока не соберётся всё греческое войско, чтобы уничтожить его. К нему приносят тело брата, которого убили спартанцы вместе с остальными персидскими разведчиками. Разъярённый Ксеркс приказывает наутро идти в бой. Вечером 30 спартанцев во главе с самим Леонидом совершают налёт на персидский лагерь, к ним тайком присоединяется Филон. Спартанцы врываются в царский шатёр, однако Ксеркса там нет — он ушёл к своей возлюбленной Артемисии, царице Галикарнаса. В ходе этой вылазки ранение получает отец Эллы Пентей, но Филон с Леонидом спасают его и выводят в спартанский лагерь. Леонид прощает Филона и получает известие, что греческая армия не придёт к нему на помощь. Он решает остаться и защищать проход.
Утром персы начинают атаку, за рядами пехоты скрытно подходит конница, которая внезапно атакует спартанцев. Однако Леонид разгадывает замысел Ксеркса, первая шеренга спартанцев пропускает конницу и, разделившись, атакует её с тыла, зажав между первой и второй шеренгами. Персы обращаются в бегство. На переговорах с Гидарном Леонид отказывается сдаться в обмен на пощаду. Спартанцы отбивают атаку персидских колесниц, обстреляв их из луков и пращей. По совету Гидарна Ксеркс посылает в бой свою личную охрану — грозных «бессмертных». Но те попадаются в ловушку Леонида. Филон, притворившись убитым, поджигает сухое сено, отсекая персов, хотя при этом получает рану, попытавшись поджечь сено слишком рано. Спартанцы загоняют противников в огонь. По совету Артемисии Ксеркс приказывает войску отступать в Персию. Но тут Гидарн приводит Эфиальта, который предлагает царю свои услуги. Ксеркс посылает Гидарна с «бессмертными» в тыл к грекам, а сам решает наутро атаковать с фронта. Будучи предупреждён об этом Эллой и сбежавшим от персов Грилом, Леонид отсылает с Филоном и Эллой приказ остальным отрядам отступать (остаются только феспийцы), а Фемистоклу велит уводить прикрывавшие их с моря корабли. Понимая, что Фермопилы не удержать, Леонид наутро ведёт спартанцев в атаку, чтобы убить Ксеркса, но перед самой его колесницей погибает. Спартанцы выносят его тело, но обратную дорогу перерезает отряд Гидарна, до этого уничтоживший феспийцев. Мужественные спартанцы отказываются от пощады в обмен на тело Леонида и погибают под ливнем персидских стрел.

## В ролях
Греки:
- Ричард Эган — Леонид I, спартанский царь, предводитель отряда 300 спартанцев.
- Анна Синодину — Горго, жена царя Леонида.
- Ральф Ричардсон — Фемистокл, афинский государственный деятель.
- Барри Коу — Филон, спартанский воин.
- Дайан Бэйкер — Элла, невеста Филона.
- Роберт Браун — Пентей, заместитель Леонида, отец Эллы.
- Джон Кроуфорд — Агафон, спартанский разведчик.
- Иван Тризо — Демарат, изгнанный царь Спарты.

Персы:
- Дэвид Фаррар — Ксеркс I, персидский царь, сын царя Дария.
- Энн Уэйкфилд — Артемисия I, царица Галикарнаса.
- Дональд Хьюстон — Гидарн Младший, сатрап Гиркании, приближённый Ксеркса.
- Киерон Мур — Эфиальт, местный житель, его происхождение неизвестно, указал персам скрытую тропу в обход Фермопильского ущелья.

## Прокат
Фильм вышел в прокат в Австрии в октябре 1962 года, в Великобритании — 11 ноября 1962 года, в Австралии — 1 февраля 1963 года, в Мексике — 15 мая 1963 года, в СССР — в октябре 1970 года.

## Культурное влияние
Под впечатлением от кинокартины Фрэнком Миллером был создан графический роман о подвиге 300 спартанцев, экранизированный в 2007 году Заком Снайдером. Картина 1962 года отличается большей исторической правдоподобностью по сравнению с фильмом 2007 года.

## Расхождения с историческими фактами
- В фильме рассказывается, что в битве участвовал только отряд телохранителей Леонида — 300 человек, плюс 700 феспийцев (воины остальных полисов несколько раз упоминаются, но в фильме не появляются). В реальности войско, противостоявшее персам, насчитывало около 7000 человек, из которых порядка 4000 было потеряно.
- Изгнанный спартанский царь Демарат на пиру рассказывает Ксерксу про спартанцев и среди прочего на вопрос персидского царя о правителях Спарты отвечает: «Того, кто украл мой трон, в расчёт не принимай, правит страной не он, он лишь узурпатор». При этом он имеет в виду соправителя Леонида, царя Леотихида II (из рода Эврипонтидов). В то же время из истории известно, что Демарат был изгнан не Леотихидом (принадлежавшим к тому же роду, что и он сам), а своим соправителем из рода Агидов, Клеоменом Безумным, старшим братом и предшественником Леонида на царском троне.
- Перед первой атакой Ксеркс объясняет Гидарну и Мардонию свой хитрый план, говоря, что велел поставить тяжёлую кавалерию позади пехоты и внезапно ввести её в атаку. Однако, в те времена у персов не могло быть тяжелой кавалерии — впервые тяжёлая панцирная кавалерия — катафракты — среди иранских народов появилась у саков и парфян тремя столетиями позже. Во времена Ахеменидов конница в их армии была представлена исключительно конными лучниками, которые и участвуют в атаке.
- Когда Ксерксу приносят тело его брата, он сокрушённо и гневно восклицает: «Кир!.. Мой брат! Как это случилось?» У реального Ксеркса не было брата по имени Кир, его младшего брата звали Масиста, о его участии в походе на Грецию сведений нет. Позже он поднял бунт против царя и был убит вместе со своей семьёй.
- Несколько раз в фильме можно услышать, как Ксеркса называют «царь царей». Хотя этот титул (шаханшах) и происходит из эпохи Ахеменидов, но официальным титулом иранских правителей стал лишь во времена Сасанидов, первым шаханшахом стал именоваться Ардашир Папакан.
- Основное оружие спартанских гоплитов (ксистон) — трёхметровое копьё, которое весьма затруднительно использовать в качестве метательного оружия даже натренированному человеку, в то же время при нападении на персидский лагерь спартанские воины успешно бросают свои копья в противостоящих персов. Видимо, здесь идет отсылка к более раннему периоду существования гоплитов, когда они имели на вооружении и второе копьё, которое как раз использовалось для метания. Кроме того, в фильме копья у спартанских гоплитов слишком короткие — примерно в рост человека.
- Из источников (Геродот) известно, что спартанские воины носили бороды и длинные волосы, которые они, согласно преданию, демонстративно расчёсывали перед боем у Фермопил. Между тем, в картине Рудольфа Мате и Леонид (Ричард Эган), и остальные спартанцы, за небольшим исключением, гладко выбриты и имеют короткие прически.